# Isaquias Queiroz
Isaquias Queiroz dos Santos (* 3. Januar 1994 in Ubaitaba) ist ein brasilianischer Kanute.

## Erfolge
Isaquias Queiroz gehörte bei den Olympischen Jugend-Sommerspielen 2010 in Singapur zum brasilianischen Aufgebot, blieb dort allerdings ohne Medaillengewinn.
Sein erster internationaler Medaillengewinn gelang ihm bei den Weltmeisterschaften 2013 in Duisburg, als er im Einer-Canadier über 1000 Meter Bronze gewann und über 500 Meter Weltmeister wurde. 2014 verteidigte er in Moskau erfolgreich seinen Titel über 500 Meter und sicherte sich im Zweier-Canadier über 200 Meter zudem Bronze. 2015 wurde er in Mailand auch im Zweier-Canadier über 1000 Meter erstmals Weltmeister, während er im Einer-Canadier auf der 200-Meter-Sprintdistanz den dritten Platz belegte. Im selben Jahr vertrat er Brasilien bei den Panamerikanischen Spielen in Toronto und gewann im Einer-Canadier über 200 Meter und über 1000 Meter jeweils die Goldmedaille sowie im Zweier-Canadier über 1000 Meter die Silbermedaille.
Bei den Olympischen Spielen 2016 in Rio de Janeiro ging Queiroz in drei Wettkämpfen an den Start. Im Einer-Canadier auf der 200-Meter-Strecke zog er nach einem zweiten Platz im Vorlauf und einem ersten Platz im Halbfinale in den Endlauf ein, den er auf Rang drei beendete. Hinter dem Ukrainer Jurij Tscheban und Valentin Demjanenko aus Aserbaidschan überquerte er nach 39,628 Sekunden die Ziellinie. Noch erfolgreicher verlief der Wettkampf über 1000 Meter. Er qualifizierte sich als Gewinner seines Vorlaufs direkt für das Finale und wurde in diesem nach einer Rennzeit von 3:58,529 Minuten lediglich von Sebastian Brendel aus Deutschland geschlagen. Eine weitere Silbermedaille gewann Queiroz im Zweier-Canadier mit Erlon Silva. Auch in dieser Konkurrenz gelang als Vorlaufsieger die direkte Finalqualifikation und wieder war es nur Sebastian Brendel, der mit Jan Vandrey ein Team bildete, der um 0,9 Sekunden noch schneller war.
2017 gewann Queiroz im Einer-Canadier über 1000 Meter bei den Weltmeisterschaften in Račice u Štětí die Bronzemedaille. Ein Jahr darauf wurde er in Montemor-o-Velho auf der 500-Meter-Strecke sowohl im Einer- als auch im Zweier-Canadier Weltmeister. Darüber hinaus belegte er im Einer-Canadier auf der 1000-Meter-Distanz den dritten Platz. In Szeged verbesserte er sich in dieser Disziplin auf den ersten Platz, womit er seinen sechsten Weltmeistertitel gewann. Außerdem wurde er im Zweier-Canadier über 1000 Meter Dritter. Ebenfalls 2019 nahm er an den Panamerikanischen Spielen in Lima teil und sicherte sich wie schon 2015 in Toronto im Einer-Canadier über 1000 Meter die Goldmedaille.
Bei den 2021 ausgetragenen Olympischen Spielen in Tokio trat Queiroz in zwei Wettbewerben an. Im Zweier-Canadier erreichte er mit Jacky Godmann über 1000 Meter das Finale, in dem sie nach 3:27,603 Minuten als Vierte knapp einen Medaillengewinn verpassten. Wesentlich erfolgreicher verlief für Queiroz der Wettbewerb auf derselben Distanz im Einer-Canadier. Nach Siegen in seinem Vor- und seinem Halbfinallauf gelang ihm im Finale nach 4:04,408 Minuten ein weiterer erster Platz, womit er die Goldmedaille gewann und Olympiasieger wurde. Mit 1,3 Sekunden Rückstand folgte ihm der Chinese Liu Hao auf Rang zwei, dahinter Serghei Tarnovschi aus der Republik Moldau mit 1,6 Sekunden Abstand zu Queiroz. Ein Jahr darauf wurde Queiroz in Dartmouth im Einer-Canadier über 500 Meter Weltmeister und belegte über 1000 Meter den zweiten Platz.
Für die Eröffnungsfeier bei den Olympischen Spielen 2024 in Paris wurde er gemeinsam mit der Siebener-Rugby-Spielerin Raquel Kochhann zu den Fahnenträgern der Mannschaft Brasiliens ernannt. Im Einer-Canadier über 1000 Meter gewann er hinter Martin Fuksa aus Tschechien und vor dem drittplatzierten Serghei Tarnovschi die Silbermedaille.